# La Joya, Acajete
La Joya är en ort i Mexiko.   Den ligger i kommunen Acajete och delstaten Veracruz, i den sydöstra delen av landet, 220 km öster om huvudstaden Mexico City. La Joya ligger 2 169 meter över havet och antalet invånare är 1 360.
Terrängen runt La Joya är huvudsakligen kuperad, men söderut är den bergig. Terrängen runt La Joya sluttar österut. Runt La Joya är det ganska tätbefolkat, med 172 invånare per kvadratkilometer. Närmaste större samhälle är Xalapa, 14,6 km sydost om La Joya. Omgivningarna runt La Joya är en mosaik av jordbruksmark och naturlig växtlighet.